# 刘怡昕
刘怡昕（1941年3月29日—），江苏南京人，武器系统与运用工程专家，中国工程院院士，南京炮兵学院教授，少将。

## 履历[1]
- 1964年，于炮兵工程学院毕业。
- 2003年，当选中国工程院院士。